# Scurtă zi de lucru
Scurtă zi de lucru (poloneză: Krótki dzień pracy) este un film polonez din 1981 regizat de Krzysztof Kieślowski. Rolurile principale au fost interpretate de actorii Wacław Ulewicz și Lech Grzmociński.